# Pamflet

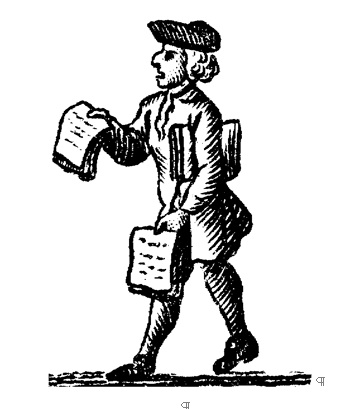
Muž rozdávající pamflety

Pamflet (v užším smyslu slova hanopis) je kratší literární dílo s hanlivým, kritizujícím obsahem. Nejčastěji bývá zaměřen proti společnosti. V literárních pamfletech přitom autor záměrně zdůrazňuje nebo zveličuje záporné stránky kritizovaného předmětu. Pamflety se často využívají v politickém boji (letáky apod.). Nenárokují si trvalou uměleckou hodnotu. Pamflety existují jak ve veršované, tak v prozaické formě.
V širším smyslu je pamflet jakékoliv urážlivé dílo. Může se jednat například o recenzi, ve které kritik uvádí pouze zápory díla. Může se také jednat o novinový článek či rozsáhlejší literární dílo.